# 代什基 (切爾尼希夫區)
50°57′43″N 31°1′16″E / 50.96194°N 31.02111°E
代什基（烏克蘭語：Дешки），是烏克蘭北部切爾尼希夫州切爾尼希夫區奥斯泰尔市镇的村庄。始建於1650年，面積0.63平方公里，海拔高度110米，2001年人口166，人口密度每平方公里261.1人。